# Сърповидно-клетъчни нарушения
Сърповидно-клетъчните нарушения са наследствени кръвни заболявания, при които червените кръвни телца придобиват сърповидна форма и едновременно с това е намалена еластичността на клетките, в резултат на което възниква риск за множество усложнения. Специфичната форма на нормалните еритроцити не позволява съдови задръствания при нормални плазмени обеми, докато издължената съпровидна форма създава предпоставки за оплитане на кръвните телца и капилярно или артериолно задръстване, водещи до локална клетъчно-тъканна хипоксия (кислороден глад) и често много силни болки. Придобиването на сърповидна форма е следствие от мутацията на хемоглобинния ген. При индивиди с едно копие от мутиралия ген се наблюдава както нормален, така и полимеризиран (аномален) хемоглобин. Това е типичен пример за кодоминантност.
Сърповидно-клетъчните нарушения са хронични; сърповидно клетъчната анемия води до хронично нисък хематокрит с редуване на ремисия (спокойни и стабилни състояния) и периодични кризи. Средната продължителност на живота на носителите на болестта е по-кратка от средно-статистическата за определено население. През 1994 в САЩ, средната продължителност на живота на хората с това заболяване е 42 години за мъжете и 48 години за жените. Днес, поради откриването на адекватни лечения, множество пациенти в развития свят доживяват до 70 години и повече. . Измежду усложненията свързани с този вид анемия се нареждат хронични болки, бъбречна недостатъчност, нефропатия, зависимост от опиати, ампутации, инфаркти и инсулти, хронични и незарастващи рани и други.
Сърповидно-клетъчните нарушения се наблюдават по-често сред хора, чиито предци са живели в тропични и субтропични региони, където е разпространена и маларията. В районите на разпространение на малария, носителите на гена на сърповидно-клетъчните нарушения дават защита срещу малария. По-точно, при индивиди с един от двата алела на такъв ген, сипмтомите при разболяване от малария са по-леки. 
Лица с две копия на гена за полимеризиран хемоглобин върху 11-ата двойка хромозоми (по едно копие и от двамата родители носители на сърповидни характеристики) развиват рано или късно клинични симптоми на този тип анемия. Тоест, сърповидно-клетъчната анемия е хомозиготна разновидност на сърповидно-клетъчните нарушения, при които се наблюдава мутацията, предизвикваща HbS (сърповиден хемоглобин). Друго специализирано наименование на сърповидно-клетъчната анемия е анемия Hb-SS. За разлика от хомозиготното, хетерозиготното състояние се характеризира с един ген за нормален хемоглобин и наличие на един ген на сърповидно-клетъчната болест върху съответната хромозома, и се бележи с Hb-S.  Съществуват и междинни състояния, които са двойни хетерозиготни сърповидно-клетъчни нарушения. Тогава индивидът има едно копие от мутацията, която причинява HbS и едно копие от друг аномален хемоглобинен алел, като например Hb-SC болестта и сърповидно-клетъчна бета плюс таласемия (HbS/β+) и сърповидно-клетъчна бета нула таласемия (HbS/β0).
Терминът болест се използва, понеже наследствена аномалия е патологично състояние, което може да доведе до преждевременна смърт и тежки усложнения. Не всички наследствени аномалии на хемоглобина са вредни, т.е. наблюдава се генен полиморфизъм.
Според доклад на Международната здравна организация, 75% от случаите на сърповидно-клетъчна анемия са на територията на Африка. По техни оценки, около 2% от новородените в Нигерия са болни от болестта, което прави над 150 000 засегнати новородени годишно. Здравите преносители на болестта (чието поколение потенциално може да бъде засегнато от болестта) са между 10% и 40% от жителите на екваториална Африка, между 1% и 2% в Северна Африка и <1% в Южна Африка.  Сред потомците на мигрирали от екваториална и Северна Африка в САЩ и Европа населения, също се наблюдава завишен процент на засегнати от болестта хора. За САЩ съотношението е 1:5000, а за Франция − 1:2415.